# Callitala lesueuri
Callitala lesueuri är en insektsart som beskrevs av Rehn, J.A.G. 1952. Callitala lesueuri ingår i släktet Callitala och familjen Morabidae. Inga underarter finns listade i Catalogue of Life.